# Gloadungsøya
Gloadungsøya est une île norvégienne du comté de Hordaland appartenant administrativement à Bømlo.

## Description
Rocheuse et couverte d'une légère végétation, elle s'étend sur environ 1,158 km de longueur pour une largeur approximative de 252 m.